# Verdensarvsområder i Polen
Verdensarven i Polen omfatter (fra 2021) 17 steder på UNESCO's Verdensarvsliste, fordelt på 15 Verdensarvssteder og to Verdensnaturarvssteder. Fire af disse steder er grænseoverskridende eller tværnationale. Polen ratificerede verdensarvskonventionen i 1976. De to første verdensarvssteder der blev tilføjet til verdensarvslisten i 1978 var Wieliczka saltmine og Krakows historiske centrum, i 1978. Den seneste tilføjelse er Bieszczady Nationalpark som en udvidelse til Gamle oprindelige bøgeskove i Karpaterne og andre regioner i Europa, der blev opført på listen i juli 2021.
Kulturarven består af monumenter (såsom arkitektoniske værker, monumentale skulpturer eller inskriptioner), grupper af bygninger og steder (herunder arkæologiske steder). Naturlige træk (bestående af fysiske og biologiske formationer), geologiske og fysiografiske formationer (herunder levesteder for truede dyre- og plantearter) og naturområder, der er vigtige ud fra et videnskabs-, bevarings- eller naturskønhedssynspunkt, defineres som naturlige arv.

## Verdensarvssteder
UNESCO lister steder under ti kriterier; hver post skal opfylde mindst et af kriterierne. Kriterierne i til vi er kulturelle, og vii til x er natur.
     * Transnational site

| Site                                                                                          | billede                                                                             | Sted (Voivodskab)                                                                                  | opført år | UNESCO reference number og kriterier | Beskrivelse |
| --------------------------------------------------------------------------------------------- | ----------------------------------------------------------------------------------- | -------------------------------------------------------------------------------------------------- | --------- | ------------------------------------ | --- |
| Krakóws gamle bydel                                                                           | Krakow main square from above                                                       | Województwo małopolskie (Lillepolen)                                                               | 1978      | 29bis; iv (kultur)                   | Byen Kraków, grundlagt i 1257, er Polens gamle hovedstad. Det historiske centrum omfatter tre bydele, middelalderbyen Kraków, Wawel Slots komplekset (den kongelige residens sammen med Wawel-katedralen, hvor flere konger af Polen er begravet), og byen Kazimierz, herunder forstaden Stradom, som blev formet af katolske og jødiske indbyggere. Kraków var en by med kunst og kunsthåndværk, et mødested for øst og vest. Byen bevarer et højt niveau af integritet og omfatter bygninger og funktioner i stilarter fra den tidlige romanske til modernistisk arkitektur. En mindre grænseændring af stedet fandt sted i 2010. |
| Wieliczka og Bochnia Kongelige Saltminer                                                      | Underground hall from above, chandeliers and tourists                               | Województwo małopolskie (Lillepolen)                                                               | 1978      | 32ter; iv (kultur)                   | Områderne omkring Wieliczka og Bochnia indeholder forekomster af stensalt, som har været udvundet siden det 13. århundrede. Hundredevis af kilometer tunneler i begge miner indeholder også kunstværker, såsom skulpturer udskåret i salt og underjordiske kapeller. Minerne illustrerer udviklingen af mineteknologier i Europa. Wieliczka blev første gang opført individuelt i 1978. Elleve år senere blev den føjet til listen over verdensarv i fare på grund af de trusler, som fugten udgør for skulpturene. Efter et konserveringsprogram, hvor der blev installeret effektivt affugtningsudstyr i minen, blev den fjernet fra den truede liste i 1998. En mindre grænseændring fandt sted i 2008. Bochnia-minen blev tilføjet i 2013. |
| Auschwitz Birkenau, tysk Nazi koncentrations-, og udryddelseslejr (1940–1945)                 | Entrance gate in red brick and railway tracks                                       | Województwo małopolskie (Lillepolen)                                                               | 1979      | 31; vi (kultur)                      | Auschwitz var et netværk af nazistiske koncentrations og udryddelseslejre bygget og drevet af Det tredje rige i polske områder annekteret af Nazityskland under 2. verdenskrig. Det var den største af de tyske koncentrationslejre. Verdensarvsstedet dækker Auschwitz I (basislejren), Auschwitz II-Birkenau (udryddelseslejren) og en massegrav med indsatte. Stedet blev oprindeligt opført som "Auschwitz koncentrationslejr", men efter Polens anmodning omdøbt til "Auschwitz Birkenau" med undertitlen "Tysk nazistisk koncentrations- og udryddelseslejr"" |
| Białowieskaskoven                                                                             | Three grazing European bison                                                        | Podlaskie (dansk: voivodskabet Podlasie                                                            | 1979      | 33; vii (natur)                      | Białowieża-skoven er et stort skovkompleks, med omfattende gamle skove, på grænsen mellem Polen og Hviderusland. Det er et eksempel på Centraleuropæiske blandede skove terrestriske økoregion og en række tilknyttede ikke-skovhabitater, herunder våde enge, floddale og andre vådområder. Området er hjemsted for den største fritgående bestand af europæisk bison, samt ulv, los og odder. Den polske del af stedet blev først tilføjet listen i 1979. Delen i Hviderusland, Belovezhskaya Pushcha, blev tilføjet i 1992, men i 2014 var der en stor udvidelse af det beskyttede område |
| Warszawas gamle bydel                                                                         | Market square, colourful houses in the background, tourists in restaurants in front | Województwo mazowieckie (dansk: voivodskabet Masovien                                              | 1980      | 30; ii, vi (kultur)                  | Warszawa, Polens hovedstad, blev bevidst revet ned af nazistiske tropper efter Warszawa-opstanden i 1944. Mere end 85 % af det historiske centrum blev ødelagt. Efter krigen fandt en femårig restaureringskampagne sted, og den resulterede i en minutiøs restaurering af Den Gamle Bydel. Genopbygningsprocessen fortsatte i 1960'erne og sluttede med åbningen af Kongeslottet i Warszawa for besøgende i 1984. |
| Zamość gamle bydel                                                                            | A row of colourful houses                                                           | Województwo lubelskie (dansk: voivodskabet Lublin)                                                 | 1992      | 564; iv (kultur)                     | Zamość blev grundlagt i det 16. århundrede af Jan Zamoyski. den blev planlagt af arkitekten Bernardo Morando fra Padua, og er et perfekt eksempel på en by i senrenæssancen. Den oprindelige byplanlægning er blevet bevaret, såvel som fæstningsværkerne og flere bygninger, der blander de arkitektoniske påvirkninger fra Italien med dem fra Centraleuropa. |
| Ordensborgen Malbork                                                                          | Front view of a castle tower in red brick                                           | Województwo pomorskie (dansk: voivodskabet Pommern)                                                | 1997      | 847; ii, iii, iv (kultur)            | Malbork Slot blev bygget af Teutoniske Riddere, en tysk romersk-katolsk religiøs orden af korsfarere, efter at stormesterens sæde blev flyttet til Malbork fra Venedig i 1309. Slottet er et klassisk eksempel på et middelalderligt slot i Teglstensgotik. Det blev beskadiget under Anden Verdenskrig, men senere omhyggeligt restaureret. |
| Middelalderbyen Toruń                                                                         | Red brick gothic town hall, tourists around                                         | Województwo kujawsko-pomorskie (dansk: voivodskabet Kujavien-Pommern)                              | 1997      | 835; ii, iv (kultur)                 | Toruń blev grundlagt af de teutoniske riddere, som byggede et slot der i midten af det 13. århundrede, som en base for forkyndelse i Preussen. Den var senere medlem af Hanseforbundet og en vigtig handelsstation mellem de baltiske områder og Østeuropa. Middelalderbyen er blevet velbevaret, herunder flere vigtige huse i teglstensgotik, såsom matematikeren og astronomens Nicolaus Copernicus hjem. |
| Kalwaria Zebrzydowska: Det manieristiske Arkitektur og Park-landskabskompleks og Pilgrimspark | Church with white walls, red roof and copper-covered domes                          | Województwo małopolskie (Lillepolen)                                                               | 1999      | 905; ii, iv (kultur)                 | Det religiøse kompleks (et kalvariebjerg) blev grundlagt af voivod i Kraków Mikołaj Zebrzydowski i begyndelsen af 1600-tallet. Det består af et kloster og en række kirker, kapeller og helligdomme, der blev bygget i Manieristisk stil. Det er et fremragende eksempel på kalvarie-helligdomme i modreformationsperioden. Næsten uændret siden opførelsen, er det fortsat et aktivt pilgrimssted i det 21. århundrede. |
| Fredskirker i Jawor og Swidnica                                                               | Interior view of a church, richly decorated wooden details                          | Województwo dolnośląskie (dansk: voivodskabet Nedre Schlesien],                                    | 2001      | 1054; ii, iv, vi (kultur)            | Fredskirkerne i Jawor og Świdnica i Schlesien blev opført efter den Westfalske fred i 1648, som tillod lutheranerne i de romersk-katolske dele af Schlesien at bygge tre lutheranske kirker af træ og ler uden for bymuren. Betingelserne var også, at kirkerne ikke skulle have et tårn, og at deres opførelse skulle stå færdigt inden for et år. Den tredje kirke blev bygget i Głogów i 1652, men brændte ned et århundrede senere. |
| Trækirker i det sydlige Lillepolen                                                            | Wooden church with a small spire, surrounded by trees                               | Województwo małopolskie (Lillepolen)                                                               | 2003      | 1053; iii, iv (kultur)               | De seks kirker (Ærkeenglen St. Michael Kirke (Binarowa), Allehelgens Kirke, Blizne, Kirke for Ærkeenglen Michael i Dębno, Kirken for den hellige jomfru Marias himmelfart og ærkeenglen Michael (Haczów), Sankt Leonards Kirke (Lipnica Murowana), Sankt Filips og Jakobs Kirke (Sękowa)) repræsenterer de bedst bevarede og de ældste trækirker i området. De blev bygget i gotisk stil, men adskiller sig fra de nutidige sten- eller murstensbygninger i byerne. Kirkerne blev sponsoreret af adelige familier og er rigt udsmykkede. |
| Muskauparken                                                                                  | Red castle, pond in front                                                           | Województwo lubuskie (dansk: voivodskabet Lubusz)                                                  | 2004      | 1127; i, iv (kultur)                 | Parken ligger langs bredden af floden Lausitzer Neiße og deles af Polen og Tyskland. Det blev skabt af prins Hermann von Puckler-Muskau fra 1815 til 1844 ved hjælp af lokale planter og naturlige omgivelser. Parkdesignet påvirkede udviklingen af landskabsarkitektfaget. For at genoprette alvorlige skader under Anden Verdenskrig er den siden blevet restaureret i begge lande. |
| Hala Stulecia                                                                                 | Large concrete dome with an open space in front                                     | Województwo dolnośląskie (dansk: voivodskabet Nedre Schlesien)                                     | 2006      | 1165; i, ii, iv (kultur)             | Hala Stulecia eller Centennial Hall er en tidlig Modernistisk bygning lavet af armeret beton. Det blev designet af Max Berg som et multifunktionelt mødested til at tjene som et udstillingsområde eller et forsamlingshus og til at være vært for sportsbegivenheder, koncerter og teaterforestillinger. Den er bygget i 1911-1913 havde da verdens største kuppel af armeret beton. Den tjente som referencepunkt for senere bygninger bygget af dette materiale. |
| ''Tserkvas'', Trækirker i Karpaterne i Polen og Ukraine                                       | Wooden church surrounded by trees                                                   | Województwo małopolskie (Lillepolen), Województwo podkarpackie (dansk: voivodskabet Nedrekarpater) | 2013      | 1424; iii, iv (kultur)               | Verdensarvsstedet omfatter 16 trækirker (tserkvas) i Karpaterne, hvoraf halvdelen er i Polen og resten i Ukraine. Kirkerne blev bygget mellem det 16. og 19. århundrede af samfund af den ortodokse og græsk-katolske trosretninger. Udformningen er baseret på de ortodokse kirkelige traditioner med lokal indflydelse. De har træklokketårne, iconvægge og indvendige polykrome dekorationer samt porthuse og kirkegårde. Ærkeenglen St. Michael Kirke i Smolnik er afbildet. |
| Tarnowskie Góry bly-sølv-zinkmine og dens underjordiske vandforvaltningssystem                | Mine shaft with two figures representing miners                                     | Województwo śląskie (dansk: voivodskabet Schlesien eller śląsk)                                    | 2017      | 1539; i, ii, iv (kultur)             | Denne historiske bly-, sølv- og zinkmine ligger i Tarnowskie Góry. På grund af sin placering på et plateau havde den betydelige problemer med vandafledning i modsætning til miner, der er placeret i bjergrige terræner. I over 300 år af minens drift er der blevet brugt forskellige teknikker til at fjerne vandet fra tunnelerne, herunder dampdrevne pumper i det 19. århundrede. |
| Krzemionki forhistorisk flintmine-område                                                      | Mine shaft, artificial light                                                        | Województwo świętokrzyskie (dansk: voivodskabet Święty Krzyż)                                      | 2019      | 1599; iii, iv (kultur)               | Krzemionki er et ensemble af fire miner med stribet flint fra neolitikum og tidlige bronzealder-perioder (ca. 3900 til 1600 fvt.). Flint blev mest brugt til at lave økser. Over 4000 skakter og gruber samt flintværksteder er blevet fundet i et af de mest omfattende forhistoriske underjordiske udvindings- og behandlingssystemer for flint, der er identificeret til dato. |
| Bieszczady Nationalpark Gamle oprindelige bøgeskove i Karpaterne og andre regioner i Europa   | Foggy forest                                                                        | Województwo podkarpackie (dansk: voivodskabet Nedrekarpater)                                       | 2021      | 1133quater; ix (natur)               | Dette verdensarvsted omfatter skove i 18 europæiske lande. Disse skove demonstrerer den postglaciale ekspansionsproces af europæiske bøgeskove og udviser de mest komplette og omfattende økologiske mønstre og processer af rene og blandede bevoksninger af europæisk bøg på tværs af en række miljøforhold. Stedet blev først opført i 2007 og blev efterfølgende udvidet i 2011, 2017 og 2021 til at omfatte skove i flere andre lande. Bieszczady Nationalpark i Polen er blevet tilføjet til listen i 2021. |